# Common Emotion
Common Emotion è un singolo del gruppo musicale britannico Rudimental, pubblicato il 25 marzo 2016 come sesto estratto dal secondo album in studio We the Generation.

## Descrizione
Sesta traccia dell'album, Common Emotion ha visto la partecipazione vocale del cantautore MNEK (già collaboratore del gruppo nei brani Spoons e Baby, tratti dal primo album Home) ed è caratterizzato da sonorità tipicamente R&B e soul.
Il 24 marzo il gruppo ha reso disponibile per l'ascolto due remix del brano attraverso il sito Earmilk, uno curato dal produttore Jenaux e l'altro realizzato dal duo statunitense The Golden Pony. Entrambi i remix sono stati pubblicati per il download digitale il giorno seguente.

## Tracce
1. Common Emotion (feat. MNEK) (Jenaux Remix) – 4:13
2. Common Emotion (feat. MNEK) (The Golden Pony Remix) – 4:11